# Villanova Tulo
Villanova Tulo település Olaszországban, Szardínia régióban, Cagliari megyében. Lakosainak száma 1004 fő (2023. január 1.). Villanova Tulo Nurri, Gadoni, Isili, Laconi, Sadali és Seulo községekkel határos.

## Népesség
A település lakossága az elmúlt években az alábbi módon változott:
| Lakosok száma | 1096 | 1091 | 1004 |
|               | 2017 | 2018 | 2023 |